# Serge Lancel
Serge Lancel, né le 5 septembre 1928 à San Miguel del Padrón (La Havane) et mort le 9 octobre 2005 à La Tronche, est un philologue, archéologue, historien et universitaire français.

## Biographie
Serge Lancel naît à Cuba où son père est architecte-décorateur. Il fait ses études secondaires à Cannes, à Rochefort et au lycée Louis-le-Grand à Paris, avant d'entrer à l'École normale supérieure en 1949 et à la Sorbonne.
Agrégé de grammaire en 1952, membre de l'École française de Rome de 1953 à 1955, auteur d'une thèse d'État consacrée à la traduction et à l'édition des actes de la conférence de Carthage (411), dirigée par Henri-Irénée Marrou, il enseigne successivement au lycée d'Alger (1954-1958), à la Sorbonne, à l'université d'Antananarivo, à l'université d'Alger (1963-1965), puis à l'université de Grenoble à partir de 1965.Il est nommé professeur d'histoire ancienne à l'université Stendhal-Grenoble III de 1975 à 1997. Il est par ailleurs professeur délégué auprès de l'Institute for Advanced Study de l'université de Princeton (1978-1979) et professeur invité dans plusieurs universités européennes, maghrébines et nord-américaines, dont l'université d'Ottawa en 1983.
Directeur des Antiquités historiques de la région Rhône-Alpes entre 1973 et 1975, il dirige des chantiers de fouilles à Tipaza en Algérie et en Tunisie, dont la mission qui a opéré sur le flanc sud de la colline de Byrsa (dégagement d'un habitat punique tardif appelé « quartier Hannibal ») entre 1974 et 1981, dans le cadre de la vaste campagne internationale lancée par l'Unesco. En 1961, il lance avec Jehan Desanges la Bibliographie analytique de l'Afrique antique, dont ils rédigent 19 fascicules.
Professeur émérite, il est membre du Comité des travaux historiques et scientifiques, de la Société des antiquaires de France et de l'Académie delphinale. Il est également directeur de la mission archéologique française à Carthage de 1973 à 1978 et cofondateur puis premier président en janvier 2001 de la Société d'étude du Maghreb préhistorique, antique et médiéval (SEMPAM).
Correspondant français de l'Académie des inscriptions et belles-lettres à partir de 1997, il est élu le 19 février 2001 comme membre de l'Académie des inscriptions et belles-lettres, reprenant le fauteuil d'André Vernet.

## Activité archéologique
- Tigzirt (Algérie)
- Tipaza (Algérie)
- Carthage, en particulier le flanc sud de Byrsa (quartier Hannibal), en collaboration avec Jean-Paul Morel

## Publications
Spécialiste de l'Afrique du Nord antique, il est l'auteur de plusieurs ouvrages et articles fondamentaux pour la connaissance historique de cette région :

### Ouvrages
- Tipasa de Maurétanie, Alger, Ministère de l'Éducation nationale, 1966[8]
- Verrerie antique de Tipasa, Paris, De Boccard, 1967[9]
- Actes de la Conférence de Carthage en 411, t. I : Introduction générale, Cerf, coll. « Sources chrétiennes » (no 194), 1972 (ISBN 9782204032063, présentation en ligne)
- Actes de la Conférence de Carthage en 411, t. II : Texte et traduction de la Capitulation générale et des Actes de la première séance, Cerf, coll. « Sources chrétiennes » (no 195), 1976 (ISBN 9782204032070, présentation en ligne)
- Introduction à la connaissance de Carthage. La colline de Byrsa à l'époque punique, Paris, Recherches sur les civilisations, 1983
- Actes de la Conférence de Carthage en 411, t. IV : Additamentum criticum, notices sur les sièges et les toponymes, notes complémentaires et index, Cerf, coll. « Sources chrétiennes » (no 373), 1992, 400 p. (ISBN 9782204044325, présentation en ligne)
- Carthage, Paris, Fayard, 1992[10]  (ISBN 2213028389)
- Hannibal, Paris, Fayard, 1995[11]  (ISBN 221359550X)
- Saint Augustin, Paris, Fayard, 1999[12]  (ISBN 2213602824)
- Pax et concordia : chrétiens des premiers siècles en Algérie (IIIe – VIIe siècles) [en collaboration avec Paul Mattei], Paris, Marsa, 2001
- L'Algérie antique. De Massinissa à saint Augustin, Paris, Mengès, 2003  (ISBN 285620421X)
- Une saison en Numidie, Paris, Tchou, 2007

### Traductions et éditions critiques
- Gesta Conlationis Carthaginiensis: anno 411. Accedit Sancti Augustini breviculus conlationis cum Donatistis [édition critique], Turnhout, Brepols, 1974
- Actes de la conférence de Carthage en 411, 3 vols [texte établi, traduit et commenté], Paris, coll. Sources chrétiennes, éditions du Cerf, 1972-1976
- Appien. Le livre africain [texte établi, traduit et commenté en collaboration avec Paul Goukowsky], Paris, Les Belles Lettres, 2001
- Victor de Vita. Histoire de la persécution vandale en Afrique [texte établi, traduit et commenté], Paris, Les Belles Lettres, 2002
- Rutilius Namatianus. Sur son retour [texte établi, traduit et commenté en collaboration avec Joëlle Soler et Étienne Wolff], Paris, Les Belles Lettres, 2007
- Saint Augustin. Lettres 1-30 [texte établi, traduit et commenté en collaboration avec un groupe d'historiens], Paris, Institut d'études augustiniennes, 2011

### Directions
- Bibliographie analytique de l'Afrique antique [sous la dir. de], Rome, École française de Rome, 1969-1981 (19 fascicules)
- Byrsa I. Mission archéologique française à Carthage [sous la dir. de], Tunis/Rome, INAA/École française de Rome, 1979
- Town planning and domestic architecture of the early second century B.C. on the Byrsa [sous la dir. de], Michigan, University of Michigan Press, 1980
- Byrsa II. Mission archéologique française à Carthage [sous la dir. de], Tunis/Rome, INAA/École française de Rome, 1982  (ISBN 2728300372)
- Saint Augustin : la Numidie et la société de son temps [sous la dir. de], Bordeaux, Ausonius, 2003

## Distinctions

### Décorations
- Chevalier de la Légion d'honneur (France)[6].
- Chevalier de l'ordre national du Mérite (France)[6].
- Officier de l'ordre des Palmes académiques (France)[6].
- Chevalier de l'ordre des Arts et des Lettres (France)[6].
- Commandeur de l'ordre national du Mérite (Tunisie)[6].

### Récompenses
- Docteur honoris causa de l'université de Fribourg en Suisse[6] ;
- Prix Diane Potier-Boès de l'Académie française[13] ;
- Prix Hannibal (Tunisie, en 2024 à titre posthume)[14].